# V. Lipót osztrák herceg
 V. Lipót, ismert ragadványnevén Erkölcsös Lipót (németül: Leopold V. der Tugendhafte), (?, 1157 – Graz, 1194. december 31.), a Babenberg-házból származó osztrák herceg, II. Jasomirgott Henrik osztrák herceg és Komnénosz Teodóra bizánci hercegnő gyermeke, aki Ausztria uralkodó hercege 1177-től, valamint Stájerország hercege 1192-től haláláig. A Lipót által 1186. augusztus 17-én kiadott Georgenberg Paktum, amelyben Stájerországot és Felső-Ausztria középső részét beolvasztotta az Osztrák Hercegségbe, volt az első lépés a modern Ausztria létrehozása felé.
Lipótot Ausztrián kívül is híressé tette a harmadik keresztes hadjáratban betöltött szerepe. Miután kihajózott Zára kikötőjéből 1191 tavaszán, részt vett Akkó ostromában. Januárban, VI. Frigyes sváb gróf halála után ő vette át a keresztes seregek vezetését. Akkó bevétele után a Jeruzsálemi Királyság, I. Oroszlánszívű Richárd angol király, II. Fülöp Ágost francia király és Lipót hadai bevonultak a városba Lipót unokatestvérének, Montferrati Konrádnak a vezetésével. Ugyancsak Richárdot gyanúsították meg azzal, hogy részt vett Konrád későbbi meggyilkolásában, nem sokkal a férfi jeruzsálemi királlyá való megválasztása után, 1192 áprilisában. Ugyanezen év telén, az angol király inkognitóban indult haza. Ám amikor Bécsben járt királyi gyűrüiről felismerték és bezárták az Erdberg börtönébe (a modern Landstraßebe). Később a Dürnsteinbe zárták. Lipót ezután eladta őt VI. Henrik német-római császárnak, és megvádolta Konrád meggyilkolásával. Az óriási váltságdíj hatezer vödör ezüstben lett megállapítva a bécsi kincstárnak. Az összegből új falat építettek a város köré, továbbá ebből pénzelték Bécsújhely építését is. Mindezen érdemei ellenére III. Celesztin pápa kiközösítette a herceget egy keresztes vezér bebörtönzéséért.
A halál végül 1194-ben érte Lipótot, mikor is eltörte a lábát, amikor a lova ráesett Graznál. A sebe elüszkösödött, ez okozta a halálát. Sohasem oldották fel az egyházi átok alól. Carrarai márványból faragott életnagyságú szobrát felállították a Hadvezérek csarnokában, a bécsi Hadtörténeti Múzeumban.

## Származása
Lipót herceg 1157-ben született az Osztrák Hercegségben, az osztrák uralkodó hercegeket adó Babenberg-ház tagjaként. Apja II. Jasomirgott Henrik osztrák herceg, Szent Lipót osztrák őrgróf és Németországi Ágnes bajor hercegnő gyermeke volt. Apai nagyapai dédszülei II. Becsületes Lipót osztrák őrgróf és Formbach-Ratelnberg Ida (IV. Rapoto, Cham urának leánya), míg apai nagyanyai dédszülei IV. Henrik német-római császár és Savoyai Berta (I. Ottó savoyai gróf leánya) voltak. Lipót anyja Komnénosz Teodóra bizánci hercegnő, Komnénosz Andronikosz leánya volt. Apai nagyapai dédszülei II. Ióannész bizánci császár és Magyarországi Szent Piroska (I. László magyar király leánya) voltak.
Apjának ez volt a második házassága, Süpplingenburgi Gertrúddal való kapcsolatából ugyanis nem születtek gyermekei. Lipót volt szülei legidősebb fiúgyermeke. Testvérei voltak Babenbergi Ágnes hercegnő, aki III. Istvánnal kötött házassága révén magyar királyné is volt, valamint másik testvére I. Henrik, Mödling hercege.

## Házassága és gyermekei
Lipót herceg felesége az Árpád-házból származó Magyarországi Ilona hercegnő lett. Ilona II. Géza magyar király és Kijevi Eufrozina királyné második legfiatalabb leánygyermeke volt. Házasságukra 1172-ben került sor. Kapcsolatukból négy gyermek született, közülük a két fiú személye bizonyos:
- Frigyes herceg (1175 körül – 1198. április 16.), Lipótot követvén osztrák uralkodó herceg.
- Lipót herceg (1176. október 15. – 1230. július 28.), testvérét követvén osztrák herceg.